# Karpaterblära

Karpaterblära (Silene zawadskii) är en art i familjen nejlikväxter som beskrevs av Herbich. Karpaterblära ingår i släktet glimmar, och familjen nejlikväxter. Inga underarter finns listade i Catalogue of Life. Arten kommer från östra Karpaterna. Arten odlas ibland som trädgårdsväxt i Sverige.
Karpaterblära är en flerårig, tuvad ört som blir 20-30 cm hög. Bladen sitter samlade i rosetter och är lansettlka till elliptiska, cirka 10 cm långa, spetiga och något tjocka. Stjälbladen är kortare och smalare. Blomstjälkarna bär 1-3 blommor, de är 2-2,5 cm i diameter. Fodret är något uppsvullet. Kronbladen är vita.

## Synonymer
- Elisanthe zawadzkii (Herbich) Klokov
- Melandrium zawadzkii (Herbich) A.Braun
- Silenanthe zawadzkii (Herbich) Griseb. & Schenk